# Microvehículo aéreo
Microvehículo aéreo (MAV, del inglés Micro Air Vehicle) es una subcategoría de los vehículos aéreos no tripulados caracterizada por un tamaño extremadamente reducido —habitualmente de envergadura inferior a 15 cm— y por su capacidad de ser transportado y desplegado por una sola persona. Estos sistemas resultan adecuados para operaciones en espacios confinados o de difícil acceso, donde los UAV de mayor tamaño son poco prácticos.
Se emplean en ámbitos militares (reconocimiento de proximidad, detección de artefactos explosivos en zonas de conflicto) y civiles (inspección de infraestructuras, agricultura de precisión, respuesta a desastres naturales), ofreciendo ventajas en coste, rapidez de despliegue y firma acústica y visual reducidas. Su desarrollo integra conocimientos de mecatrónica, ingeniería aeroespacial y ciencia de datos, combinando técnicas de miniaturización de sensores, propulsión eléctrica de alto rendimiento y algoritmos de control autónomo. Los avances en baterías de polímero de litio, materiales compuestos e inteligencia artificial embebida han ampliado progresivamente su autonomía y capacidades, inaugurando una nueva generación de sistemas aéreos colaborativos.

## Historia y origen
La historia de los MAV se remonta a finales de la década de 1970, cuando organismos como la CIA desarrollaron el Insectothopter(1979), un dispositivo de ala rotatoria propulsado por memoria mecánica, cancelado en los años 80 por limitaciones tecnológicas. Insectothopter. CIA. Proyecto experimental de ala rotatoria basado en memoria mecánica. Finales de la década de 1970.

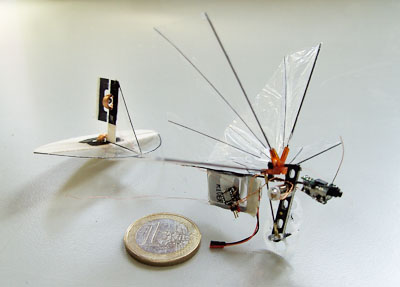
El DelFly Micro, un ornitóptero MAV con cámara desarrollado en la Universidad Tecnológica de Delft en 2008 (CC BY-SA 3.0)

A principios de los años 2000, la Universidad Técnica de Delft inició el proyecto DelFly, que en 2008 produjo el DelFly Micro —ornitóptero de 10 cm y 3 g— demostrando la viabilidad de alas batientes miniaturizadas con cámara, aunque limitado a vuelo en interiores.
En 2007, Honeywell presentó el RQ-16 T-Hawk,  un MAV VTOL de hélice ductada para reconocimiento y detección de explosivos, empleado también tras el accidente nuclear de fukushima.

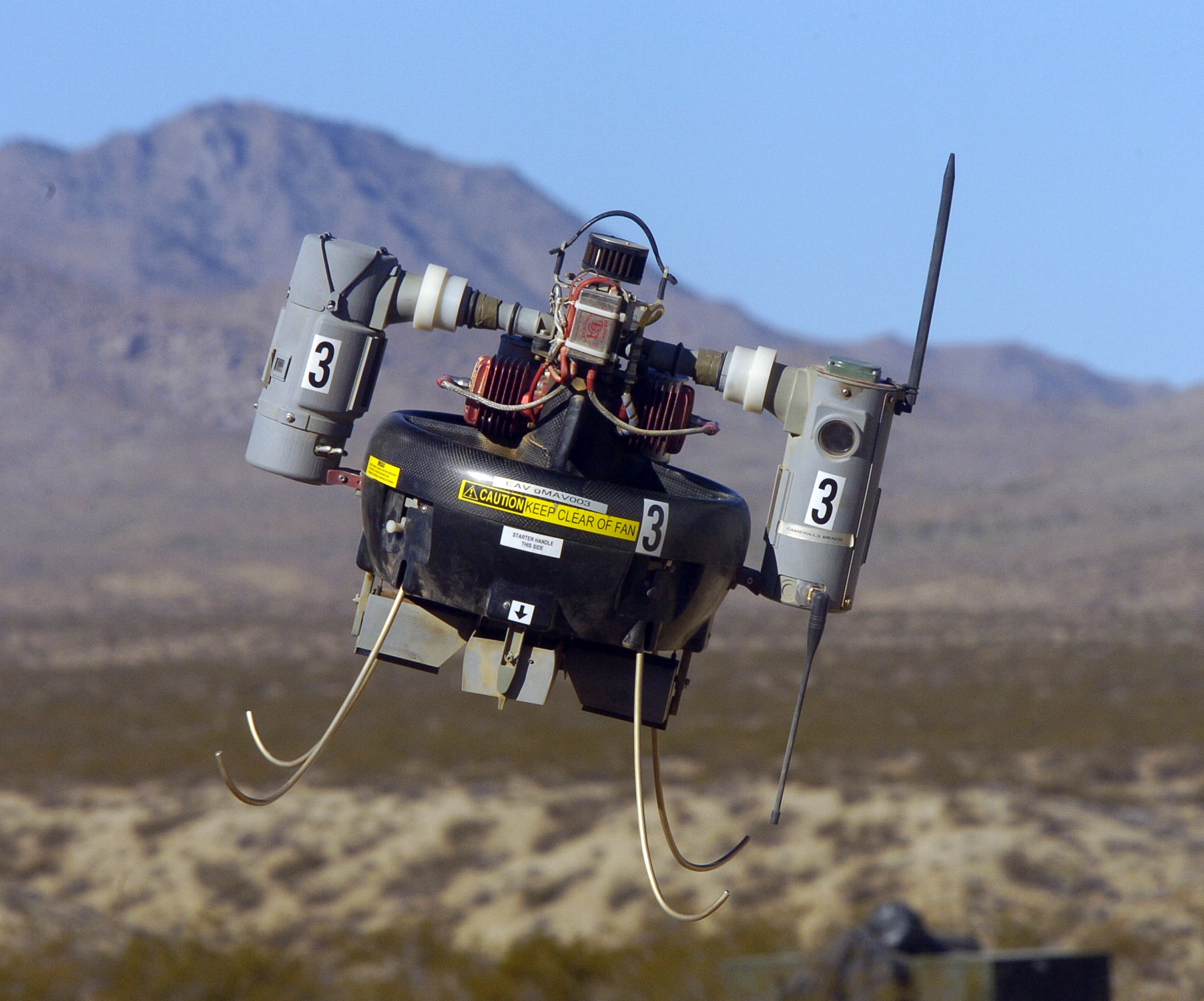
El Honeywell RQ-16 T-Hawk en una prueba de vuelo en China Lake, EE. UU. (foto de la Armada de EE. UU., dominio público)

En 2013, el equipo de Robert J. Wood en la Universidad de Harvard presentó un ornitóptero de 3 cm capaz de vuelo estacionario controlado por visión por computador, marcando un hito en el estudio de alas batientes.
La evolución de los MAV ha sido impulsada por avances en materiales ligeros (polímeros y aleaciones de litio), miniaturización de sensores inerciales (IMU, cámaras de alta velocidad) y procesadores integrados. Actualmente, la investigación se centra en mejorar la autonomía energética mediante celdas de combustible de microhidrógeno y  baterías de estado sólido, así como en el desarrollo de algoritmos de control basados en inteligencia artificial para vuelo autónomo en entornos complejos.

## Características técnicas
Los vehículos aéreos micro (MAV) integran en un chasis ultraligero y compacto diversos subsistemas críticos para el vuelo autónomo:
- Estructura: materiales compuestos de carbono y polímeros de alta resistencia, con un peso total inferior a 50 g.

- Propulsión: micro-motores brushless de alta constante de par, acoplados a hélices de 5–10 cm de diámetro optimizadas por dinámica de fluidos computacional.

- Energía: baterías LiPo de 2–3 celdas (~200 Wh/kg), que proporcionan autonomías de 5–20 min según la carga de sensores.

En navegación y control:
- IMU: sistemas inerciales de 6–9 ejes con fusión de datos mediante filtros de Kalman extendido.[5]

- Autopilotos: plataformas open source como PX4 o ArduPilot, que gestionan bucles de control a 100–400 Hz.

Para percepción y comunicación:
- Sensores visuales: cámaras VGA o HD y sensores de flujo óptico.

- LiDAR: sistemas de estado sólido capaces de generar mapas 2D con resolución centimétrica.

- Comunicación: protocolo MAVLink sobre radio de 2.4 GHz o enlaces Wi-Fi para telemetría y vídeo en tiempo real.

El software de vuelo combina algoritmos PID y control predictivo (MPC) con módulos SLAM para operaciones autónomas en interiores y exteriores. Algunos diseños incorporan protocolos de coordinación en enjambre, permitiendo despliegues de hasta 10–20 MAV cooperando en reconocimiento y cartografía.
- Estructura: materiales compuestos de carbono y polímeros de alta resistencia, con un peso total inferior a 50 g.
- Propulsión: micro-motores brushless de alta constante de par, acoplados a hélices de 5–10 cm de diámetro optimizadas por dinámica de fluidos computacional (CFD).
- Energía: baterías LiPo de 2–3 celdas (~200 Wh/kg), que proporcionan autonomías de 5–20 min según la carga de sensores.

Navegación y control
- IMU: sistemas inerciales de 6–9 ejes con fusión de datos mediante filtros de Kalman extendido.[5]
- Autopilotos: plataformas open source como PX4 o ArduPilot, que gestionan bucles de control a 100–400 Hz. (100–400 Hz).[6]

Percepción y comunicación
- Cámaras VGA/HD, sensores de flujo óptico.
- LiDAR: sistemas de estado sólido capaces de generar mapas 2D con resolución centimétrica..
- Protocolo  protocolo MAVLink sobre radio de 2.4 GHz o enlaces Wi-Fi para telemetría y vídeo en tiempo real.

El software de vuelo combina algoritmos PID y control predictivo (MPC) con módulos SLAM para operaciones autónomas en interiores y exteriores. Algunos diseños incorporan protocolos de coordinación en enjambre, permitiendo despliegues de hasta 10–20 MAV cooperando en reconocimiento y cartografía.

### Retos prácticos
- Fuente de energía: las baterías de ion-litio pueden representar el 30 % del peso total (p. ej. DelFly Micro), limitando la autonomía a pocos minutos.

- Sensores miniaturizados: incorporar giroscopios, acelerómetros y cámaras de alta resolución obliga a sacrificar precisión o campo de visión.

- Estabilidad y control: la relación peso-potencia y las turbulencias a baja altitud requieren algoritmos capaces de compensar variaciones rápidas del viento.

## Tipos y aplicaciones
Los MAV se clasifican en cuatro arquitecturas principales:

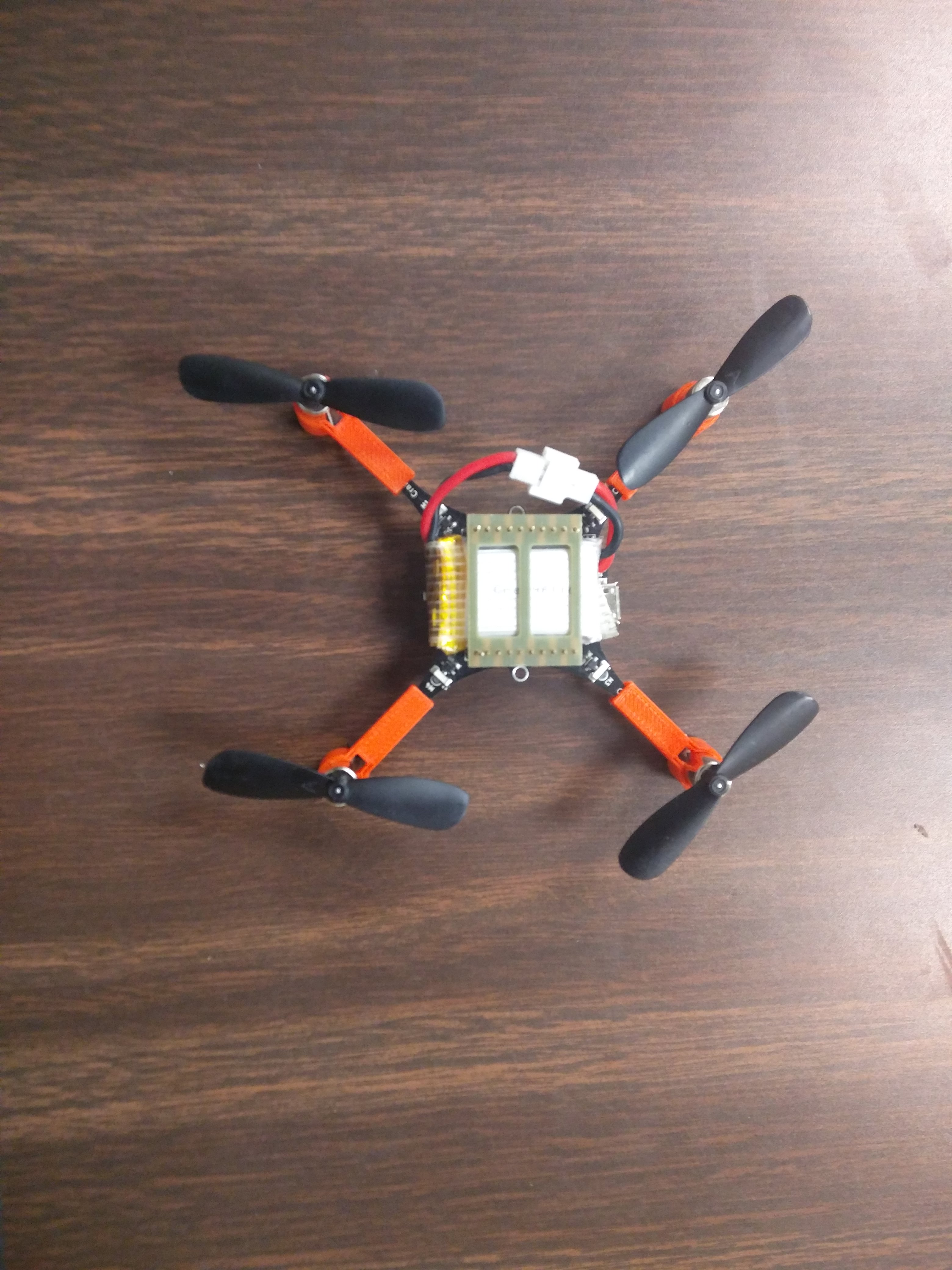
Crazyflie 2.0, ejemplo de MAV multirrotor (CC BY-SA 4.0)

- Ornitópteros (alas batientes): imitan el batir de alas de insectos o aves; por ejemplo, el DelFly, que permite vuelos estacionarios en espacios reducidos.[8]
- Alas fijas: semejan aviones a escala, con autonomías de hasta 30 min; útiles en vigilancia aérea de áreas extensas.
- Multirrotores: configuraciones de 4–8 rotores (quadrotor, hexacóptero) con gran maniobrabilidad y vuelo estacionario; p. ej. Crazyflie.
- Híbridos VTOL: combinan despegue y aterrizaje vertical con eficiencia de crucero de alas fijas, adecuados para despliegues rápidos sin pista.

### Aplicaciones
- Militares: reconocimiento en primera línea, detección de artefactos explosivos, vigilancia fronteriza y misiones de rescate en entornos hostiles.
- Civiles: inspección de infraestructuras (puentes, torres eléctricas), agricultura de precisión (monitoreo de cultivos, detección de plagas), cinematografía aérea y respuesta rápida a desastres naturales.
- Investigación: desarrollo y prueba de algoritmos de SLAM, control adaptativo, ensayos de sensores avanzados (hiperespectrales, térmicos) y estudios de enjambres cooperativos.[9][10]

## Perspectivas futuras
A medida que los MAV maduran, estos son los desafíos clave y las líneas de investigación que definirán su próximo salto tecnológico:
- Integración de IA embarcada: desarrollar redes neuronales ligeras para SLAM, planificación de trayectorias y detección de anomalías sin depender de enlaces externos ni hardware voluminoso.
- Ciberseguridad de enlaces: proteger la telemetría y el control frente a ataques de spoofing, jamming o intrusión mediante protocolos criptográficos adaptados a sistemas de muy baja potencia.
- Enjambres de gran escala: optimizar algoritmos de reparto de tareas y consenso para coordinar decenas o cientos de MAV, minimizando consumo de radio y tiempos de convergencia.
- Materiales avanzados y sostenibilidad: explorar nanocompuestos (grafeno, polímeros biodegradables) que reduzcan peso, mejoren resistencia y permitan el uso responsable de MAV desechables en misiones puntuales.
- Computación en el borde y 6G: aprovechar infraestructuras 5G/6G para descargar procesado complejo (visión, IA) en estaciones cercanas, manteniendo baja latencia y aligerando el hardware embarcado.
- Regulación dinámica: trabajar con legisladores para crear marcos flexibles que permitan operaciones autónomas en zonas urbanas y espacios compartidos, con geofencing adaptable y protocolos de emergencia automatizados.